# Cuscuta runyonii
Cuscuta runyonii är en vindeväxtart som beskrevs av Truman George Yuncker. Cuscuta runyonii ingår i släktet snärjor, och familjen vindeväxter. Inga underarter finns listade i Catalogue of Life.